# واموشاتیا
واموشاتیا (به مجاری:  Vámosatya) یک منطقهٔ مسکونی در مجارستان است که در سابولچ-ساتمار-برگ واقع شده‌است. واموشاتیا ۲۴٫۲۹ کیلومتر مربع مساحت و ۵۵۶ نفر جمعیت دارد.